# NGC 7556
NGC 7556 (również PGC 70855) – galaktyka eliptyczna (E-S0), znajdująca się w gwiazdozbiorze Ryb. Odkrył ją William Herschel 20 września 1784 roku.